# 内歯瘻

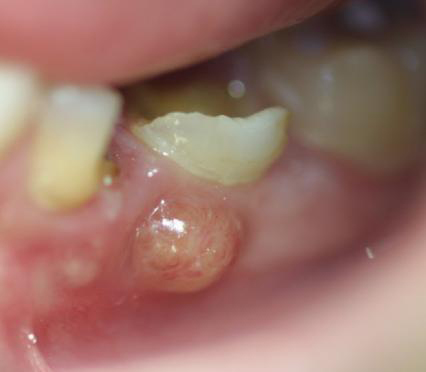
内歯瘻の一例

内歯瘻（ないしろう）とは歯の根尖部にできた病巣から口腔粘膜に形成された交通路（瘻孔、フィステル）の事。根尖病巣内に溜まった膿が歯槽骨の中を通り、歯茎の表面に出てきている状態で、歯髄壊死の診断の一助ともなる。なお、同様の状態が口腔外で生じている状態を外歯瘻と言う。

## 原因
外傷、う蝕、歯周病などの要因により歯髄が壊死し、それが感染を起こることにより生じる。

## 治療法
原因となっている歯に対し歯内療法、歯根端切除術、抜歯などの治療を行う。また対症療法として切開により排膿を促進させたり、抗生物質の投与を行う。